# Hylaea ochracearia
Hylaea ochracearia är en fjärilsart som beskrevs av Hans Rebel 1910. Hylaea ochracearia ingår i släktet Hylaea och familjen mätare. Inga underarter finns listade i Catalogue of Life.